# Clitemnestra

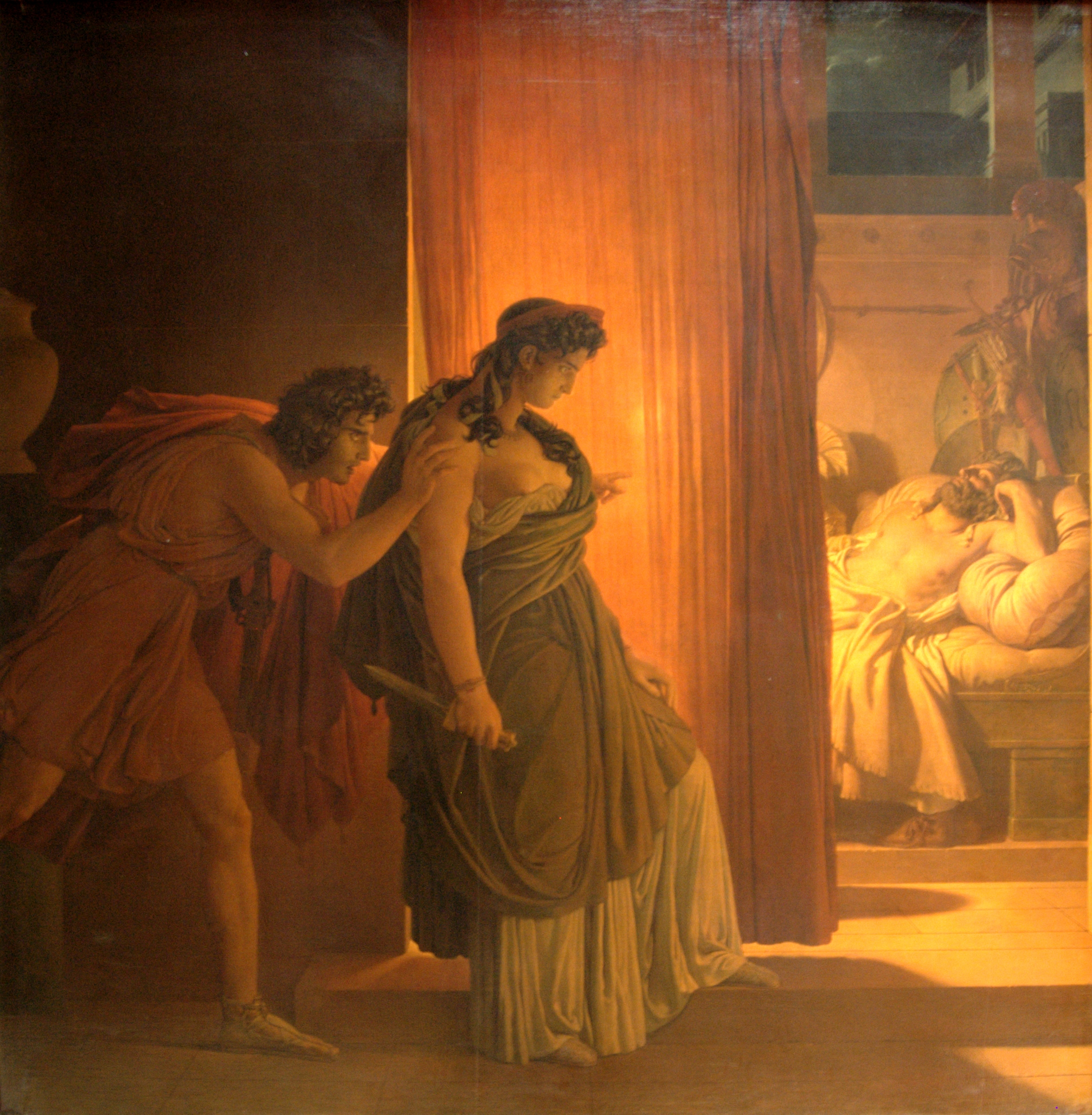
Clitemnestra i Egist a punt de matar Agamèmnon, pintura de Pierre Narcisse Guérin (Louvre).

Clitemnestra o, de vegades, Clitemestra (grec: Κλυταιμνήστρα Klytaimnéstra; Κλυταιμήστρα Clytaiméstra) fou l'esposa d'Agamèmnon, rei de Micenes, amb el qual va tenir tres fills: Electra, Ifigenia i Orestes. Era filla del rei Tindàreu d'Esparta i la reina Leda.
Va néixer dels ous postos per la seva mare després de la violació de Zeus i la posterior relació amorosa amb Tindàreu. Els prínceps de Micenes, Agamèmnon i Menelau, foren acollits al seu palau d'Esparta, convidats pel seu pare. Al cap d'un temps, Clitemnestra fou concedida a Agamèmnon com a esposa.

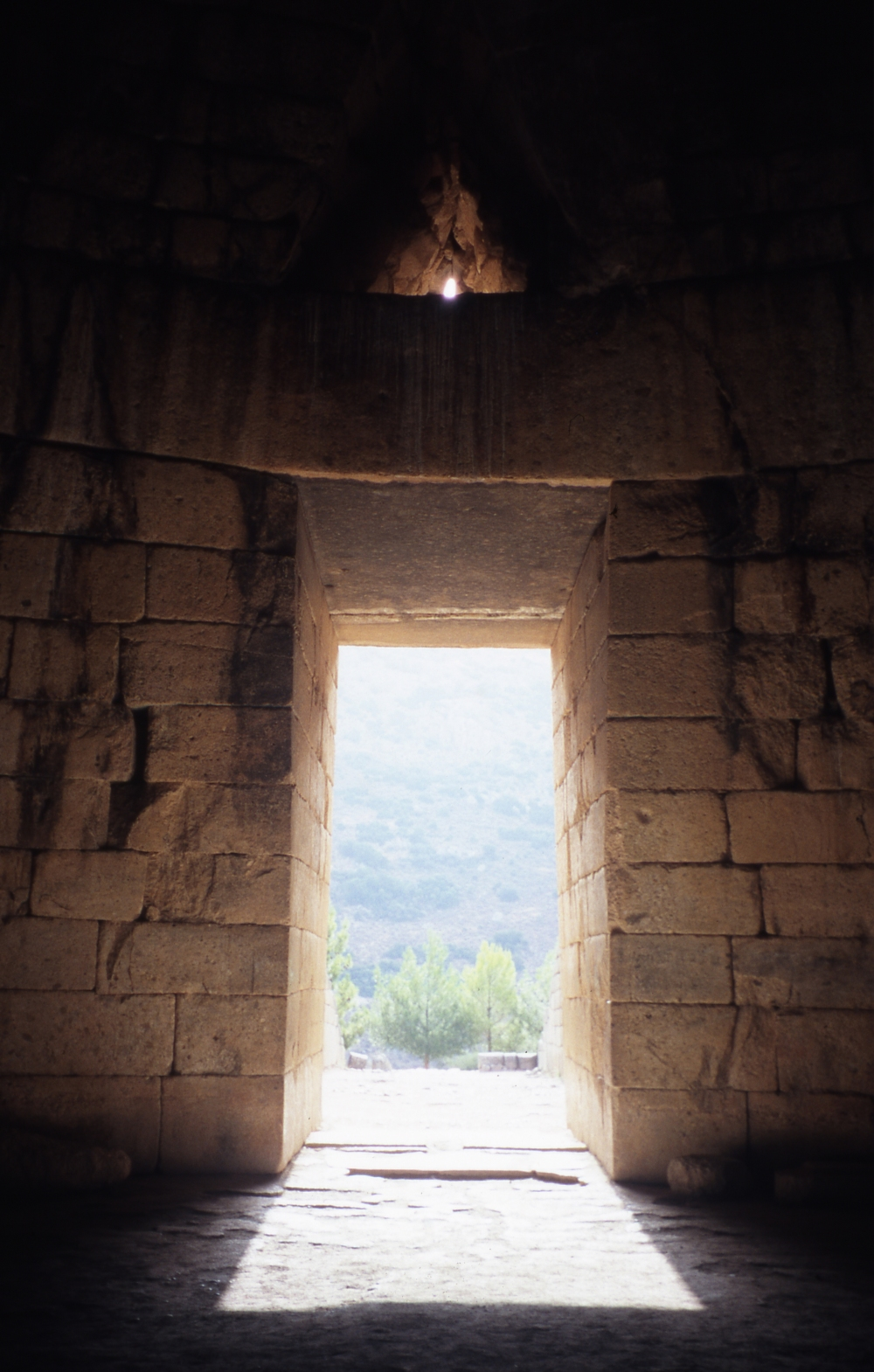
Tomba de Clitemnestra a Micenes.

La llegenda diu que, abans d'anar-se'n a lluitar contra Troia, un oracle va predir que els vents no serien favorables i Ifigenia fou l'ofrena que Agamèmnon donà als déus. Mentre Agamèmnon era en la guerra de Troia, al palau reial Clitemnestra plorava la mort de la seva filla, al costat del seu amant, Egist. En tornar de la guerra a Micenes, Agamèmnon fou assassinat per la seva dona i el seu amant Egist, mort que seria venjada més tard pel seu fill Orestes.

## Sacrifici d'Ifigenia
Quan tota la flota aquea estava al port d'Àulida, disposada a partir a lluitar a la Guerra de Troia, Agamèmnon s'havia guanyat la còlera de la dea Àrtemis. Per això, la flota estava aturada sense poder partir-ne per l'absència de vents favorables.
L'endeví Calcant fou interrogat per saber com aplacar la dea, i la resposta fou que s'havia de sacrificar la filla més formosa d'Agamèmnon en nom de la dea Àrtemis, perquè aquesta els deixés partir. El rei al principi s'hi negà, però pressionat pel seu germà Menelau, hagué d'enviar un missatge a Clitemnestra perquè li fes enviar la seva filla Ifigenia des de Micenes fins a Àulide, amb el pretext de casar-la amb Aquil·leu. Després, Agamèmnon tractà d'impedir el sacrifici enviant secretament una altra carta a Clitemnestra en què li deia que no enviés la seva filla, però aquesta carta fou interceptada i no arribà a la seva destinació. En no haver-hi cap altra solució, Agamèmnon consentí a fer el sacrifici de la seva filla.
En algunes versions, Clitemnestra acompanyà la seva filla en aquest viatge. Segons conta la versió més coneguda, quan Ifigenia arribà i el sacrifici s'anava a realitzar, la dea Àrtemis s'apiadà de la jove i posà un cérvol en el seu lloc, fent creure a tots els presents que havia mort. S'endugué Ifigenia a Tàurida, on la convertí en una sacerdotessa.
Tanmateix, hi ha variacions sobre el tema: segons la versió de Sòfocles, el sacrifici va ocórrer i això es converteix en una justificació del crim que Clitemnestra comet contra el seu marit Agamèmnon quan aquest torna victoriós de Troia, car ell havia de venjar la mort de la seva filla.
En d'altres, el que varia és el lloc del sacrifici, que té lloc a Brauró, un lloc de l'Àtica. També en canvien l'animal pel qual substitueixen la jove, com un os, un xai, un bou...
La versió més racionalista explica, per la seva part, que en el moment del sacrifici havia aparegut un bou, un xai, un cérvol o un altre animal i que el sacerdot havia interpretat tal fet com un presagi que els déus no acceptarien el sacrifici i que ja l'ofensa a Àrtemis estava saldada, i per tant, sacrificaren l'animal aparegut en lloc de la jove Ifigenia.

## Venjances
Agamèmnon havia posat a Clitemnestra sota la vigilància d'un aede, però Egist, cosí d'Agamèmnon, se l'endugué a una illa deserta i seduí Clitemnestra, que es convertí així en la seva amant. Clitemnestra havia estat predisposada a cometre adulteri perquè Naupli havia recorregut Grècia per difondre-hi notícies a diverses reines que llurs marits estaven agafant concubines durant la guerra de Troia.
Quan Agamèmnon tornà a Micenes, ambdós l'assassinaren, mentre aquest es posava una túnica que mancava de forats per al cap i els braços. Després assassinaren Cassandra, la princesa i endevina troiana que Agamèmnon havia portat de Troia.
Clitemnestra i Egist regnaren a Micenes i tingueren una filla, Erígone, però diversos anys més tard van morir en mans d'Orestes, qui havia estat salvat per la seva germana Electra i, junts, després, planejaren la mort de llur mare i del seu amant, per tal de venjar la mort de llur pare, Agamèmnon.

## Tomba de Clitemnestra
Existia la tradició que la tomba de Clitemnestra estava situada, com la d'Egist, en un lloc fora del recinte de les muralles de Micenes.
A principis del segle xix, es descobrí fora de les muralles de Micenes una tomba de cúpula que ha estat datada del segle XIII aC i que, més endavant, fou anomenada tomba de Clitemnestra. Aquesta tomba es troba al sud-est de l'anomenat Cercle de Tombes.